# Catostomus wigginsi
Catostomus wigginsi là một loài cá vây tia trong họ Catostomidae. Loài này chỉ được tìm thấy ở México.